# Agressie

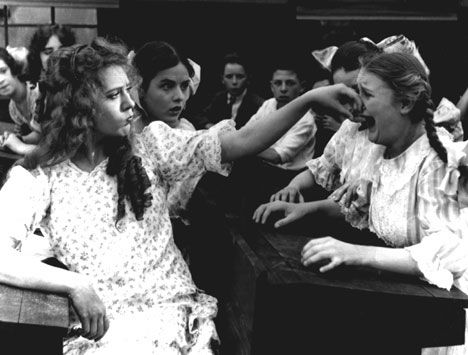
Agressie tussen twee vrouwen

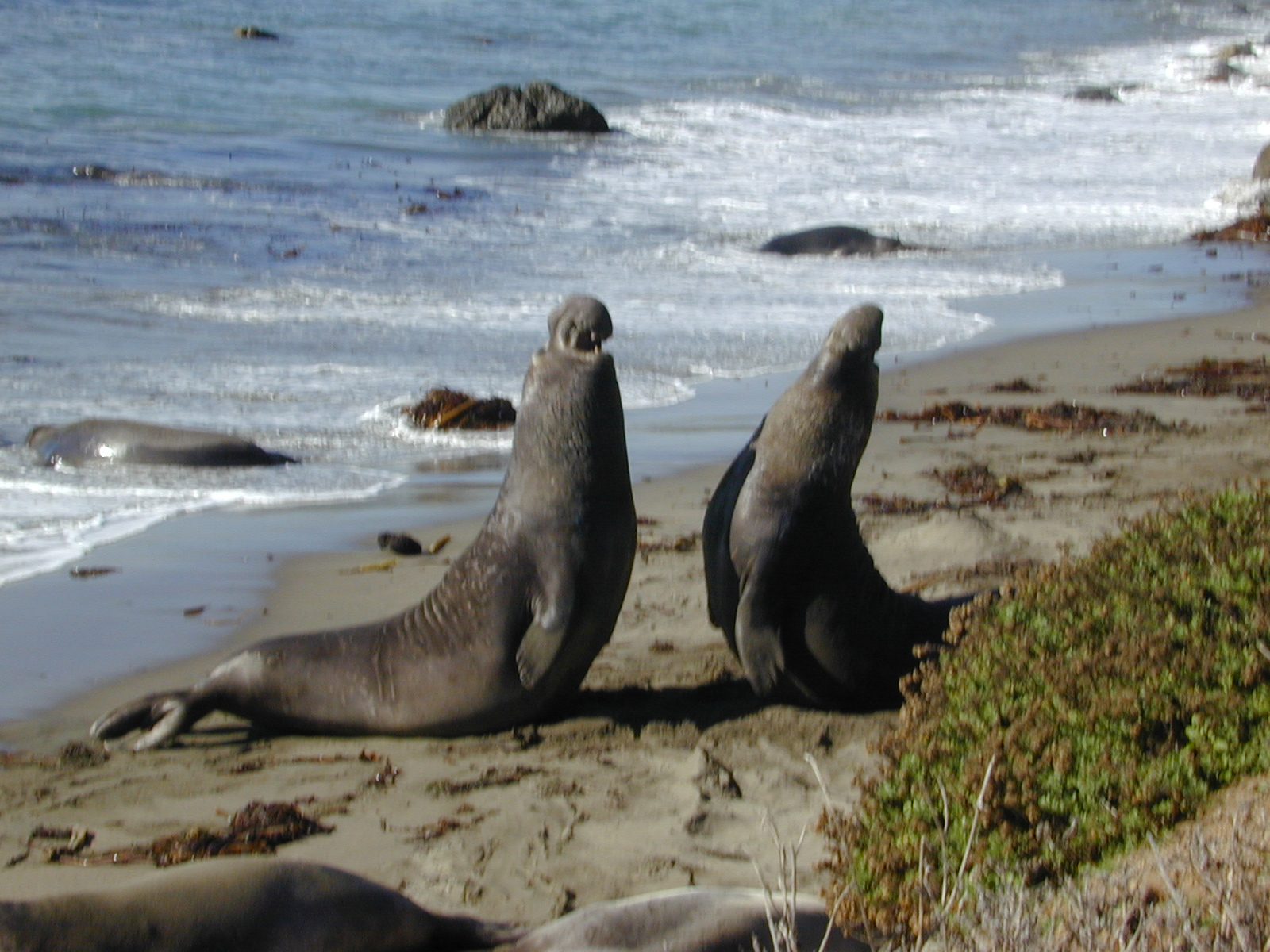
Agressie tussen mannelijke zeeolifanten

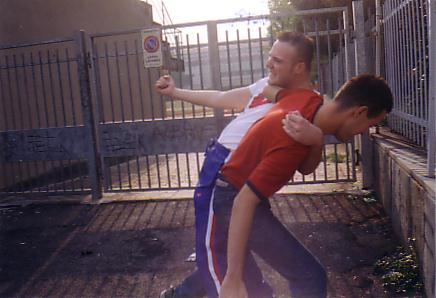
Een straatgevecht in Italië

Agressie is gewelddadig handelen met het doel schade toe te brengen, dikwijls aan personen.

## Positieve en negatieve betekenissen
Agressie heeft een verband met geweld, zoals vechten en het vernielen van materiaal. Agressie heeft echter zowel positieve als negatieve betekenissen en er is een duidelijk verschil tussen geweld en agressie. Beide begrippen zijn geen synoniemen van elkaar en hoeven ook niet altijd met elkaar in verband gebracht te worden.
Agressie kan als gerichte kwaadheid juist het belang van een effectieve communicatie dienen waardoor juist destructieve handelingen worden voorkomen. In de biologie is dat onderscheid duidelijk: daar wordt destructief gedrag tussen soortgenoten dikwijls voorkomen door imponeergedrag.

## Etymologie
Het woord agressie stamt oorspronkelijk af van het Latijnse woord adgredior / aggredior, voltooid deelwoord adgressus / aggressus, dat letterlijk ergens gericht op af gaan betekent. Hieruit ontwikkelde zich de betekenis aggressio: vijandelijke aanval. In het Frans en Engels is het woord overgenomen als agression/aggression. De Latijnse herkomst wordt nog steeds wel gebruikt om ook de positievere betekenissen te onderbouwen.
In het richten op een doel kan geactiveerde opgestuwde agressie in positieve zin worden gereguleerd. In het Latijn betekende het woord aggredo, waarvan ons agressiebegrip is afgeleid, aanvankelijk het in positief opzicht benaderen van een mens, een taak of een doel. (J. Bastiaans 1986)

### Diverse woordvormen
Het woord is in het Frans overgenomen zonder dubbele g, daarin gevolgd door het Spaans en het Nederlands, terwijl het Italiaans, Duits en Engels het woord met dubbele g overnamen. Dit leidt nog steeds tot veel verwarring over de spelling in al deze talen. In het Frans werd al door de tijd snel een vereenvoudiging van taal naar uitspraak toe doorgevoerd en werd de dubbele g (en d) daarom plots enkelvoudig geschreven. Ook in het Engels werd deze schrijfwijze in eerste instantie overgenomen. Het Engels werd echter vrij snel 'terug' hervormd om de oorsprong weer te geven en de geschiedkundige woordbetekenis daarbij. Net daarom keerde het Engels bij een spellinghervorming terug naar de afkomst van hier adgredior / aggredior, maar idem voor een woord als address i.p.v. het Franse adresse en het Nederlandse adres. [Van Belle Jean Marc, zie Engelse grammatica gegeven te Oxford & Cambridge].

## Geslacht
Wellicht zijn er mannelijke en vrouwelijke vormen van agressie te onderscheiden, al dan niet gekoppeld aan mannelijke en vrouwelijke vormen van destructief gedrag. Mannen bezitten op jongere leeftijd in vergelijking met vrouwen van dezelfde leeftijd meer hormonen zoals testosteron en adrenaline, welke agressief gedrag reguleren en beïnvloeden. Jonge mannen lijken daarom in vergelijking met jonge vrouwen vaker fysiek hun agressie te tonen. Ook zijn er culturele patronen die maken dat het onder mannen meer gebruikelijk of zelfs aanvaard is agressie te gebruiken.
Uit onderzoek blijkt dat vrouwen veel vaker aangifte doen van verschillende vormen van agressie dan mannen. In Nederland bijvoorbeeld blijkt uit de bij de politie geregistreerde incidenten van huiselijk geweld in 2008 (63 841 aangiften en meldingen) dat slachtoffers van huiselijk geweld daarbij veel vaker vrouwen betrof (76,9% in de leeftijd van 25 tot 45 jaar). Bij stalking cq. belaging (79,9%) en seksueel huiselijk geweld (84,5%) ligt het percentage vrouwelijke slachtoffers nog hoger. Psychisch huiselijk geweld kent 32,2% mannelijke slachtoffers. Cijfers uit wetenschappelijk onderzoek variëren en in het algemeen liggen de orde van grote van slachtofferschap van huiselijk geweld van mannen en vrouwen niet ver uit elkaar.

## Psychologie
Elke psychologische benadering heeft een andere verklaring voor agressief gedrag. Hieronder een uiteenzetting.

### Biologische benadering
De biologische benadering gaat ervan uit dat agressie een fysiologische basis kent in de vorm van een aangeboren drift (genetisch bepaald). Ze stellen ook dat agressie kan ontstaan als mensen te maken krijgen met aanvallende situaties.

### Behavioristische benadering
De behavioristische benadering gaat ervan uit dat agressief gedrag verschillende functies kan hebben. Als eerste vormt het agressieve gedrag een uiting (reactie) op frustratie. Deze vorm (frustratie-agressie of emotionele agressie genoemd) is een poging van de agressor zijn innerlijke 'emotionele druk' te ontlasten. Ten tweede kan agressief gedrag worden ingezet een gewenst doel/belang te realiseren. Agressief gedrag wordt dan als instrument toegepast. Deze agressiesoort wordt instrumentele agressie genoemd. Er is heel wat onderzoek gedaan naar de verschillende functies van agressie. Deze kunnen te maken hebben met het krijgen van aandacht of het bekomen van zaken (positieve bekrachtiging), evenals met het trachten te ontkomen aan lastige zaken (negatieve bekrachtiging).
In verreweg de meeste gevallen wordt de behavioristische verklaring van agressie als basis gebruikt binnen zogenoemde agressietrainingen.

### Cognitieve benadering
De cognitieve benadering gaat er ook van uit dat agressief gedrag wordt aangeleerd. Het legt alleen de nadruk op de rol van imitatie en de aanstekelijkheid van het gedrag van anderen.
Het behaviorisme gaat ervan uit dat agressie niet door imitatie of aanstekelijkheid wordt aangeleerd. Behavioristen stellen namelijk dat agressief gedrag wordt aangeleerd door de ervaringen die mensen opdoen. Op die manier blijken mensen te leren dat agressief gedrag een goed werkzaam middel is om óf innerlijke spanning te ontlasten óf door een gewenst doel/belang te realiseren.

### Psychodynamische benadering
De psychodynamische benadering (waar Sigmund Freud grondlegger van was) stelt dat elk menselijk handelen geïnspireerd wordt door twee verlangens: seks (Eros/levensdrift/libido) en agressie (Thanatos/doodsdrift). Het woord agressie heeft daarbij niet per se een negatieve betekenis. Het is slechts een drift die leidt tot een bepaald gedrag.

### Humanistische benadering
De humanistische benadering (waar Carl Rogers en Abraham Maslow de grondleggers van waren), beschouwen agressie als een reactie op omstandigheden waarbinnen iemand wordt bedreigd, of als reactie op het moeilijk kunnen accepteren van situaties.
De humanisten stellen dat agressief gedrag slechts een van de mogelijkheden is en dat agressie (onder juiste omstandigheden) derhalve altijd vermijdbaar is.
Het idee dat agressie ingetoomd kan worden door het creëren van de juiste omstandigheden, impliceert ook dat slechte omstandigheden kunnen leiden tot meer agressie. Zo is reeds aangetoond dat hitte leidt tot meer agressieve gedragingen.

## Fases van geweld
Meestal wordt agressie echter als negatief fenomeen gezien en wordt daarbij gedacht aan geweld bij bijvoorbeeld criminaliteit, oorlog, racisme of opstand. Agressie kent meestal fasen: eerst discussie, dan polarisatie, dan ruzie, en al naargelang dwingende omstandigheden plaatsvindt, kan agressie leiden tot zinloos geweld, massale vechtpartijen of zelfs oorlog.
Er zijn verschillende redenen waardoor mensen gedreven worden tot agressieve daden.
Mensen in een psychose zijn soms zeer angstig en daardoor sneller geneigd iets als een aanval op te vatten en als reactie agressief te worden. Gebruikers van alcohol en drugs kunnen sneller ontremd zijn, waardoor een kleinigheid reeds aanleiding kan vormen tot hevige agressie.

## Agressiebeheersing
De laatste jaren wordt binnen beroepen waar men veel te maken heeft met agressie aandacht besteed aan agressiebeheersing. Zo worden bij o.a. de politie, binnen psychiatrische instellingen, hulpverleningsinstanties en gevangenissen trainingen gegeven medewerkers beter te leren omgaan met agressie. Feitelijk worden agressietrainingen gegeven aan iedereen die beroepshalve veel klant-/cliëntcontacten onderhouden.
Binnen zo'n training, waar veelal gebruikgemaakt wordt van trainingsacteurs, leren mensen welke soorten agressie er bestaan, hoe je de verschillende soorten snel kan herkennen en hoe men daar het meest effectief mee om kan gaan.
Hierbij wordt niet alleen aandacht besteed aan het onder controle houden van zichzelf, de agressor en de agressieve situatie; er wordt ook aandacht besteed aan het voorkomen van agressieve situaties.
Het betreft dus het herkennen en erkennen van agressie, zodat op een constructieve wijze op kan worden gereageerd.
De technieken die daarbij worden aangereikt zijn agressiesoort gebonden. Bij frustratieagressie zijn de technieken namelijk geënt op het in contact treden met de agressor (door voornamelijk gevoelsreflecties te geven). Bij instrumentele agressie zijn de technieken geënt op het constructief plaatsen van grenzen. Voorts is er verbale agressie, die voorgaande vormen in zich verenigt.
Te allen tijde is het observeren en analyseren van de lichaamstaal van de agressor van groot belang. Ook de eigen lichaamstaal is van belang rekening mee te houden. Ook bij dieren kan men vroegtijdig, op basis van lichaamstaal, de agressie opmerken. Bij honden is dit te merken aan de lichaamshouding, de opgetrokken bovenlip en het grommen.
Soms trachten mensen agressie af te reageren door sport of een vechtkunst te beoefenen; dit wordt echter afgeraden. Het is een misverstand dat agressie altijd kan worden afgereagerd door bijvoorbeeld een boksbal te bewerken of hard te roepen. Dit is onderzocht en blijkt vaak omgekeerd te werken: mensen kunnen daar sneller agressief door reageren.